# M’era Luna Festival
Das M’era Luna Festival ist ein seit 2000 veranstaltetes Musikfestival in Hildesheim. Mit beständigen Besucherzahlen von ca. 25.000 Menschen ist es neben dem in Leipzig stattfindenden Wave-Gotik-Treffen eines der größten Festivals der Alternative-Musik- und Schwarzen Szene.

## Hintergrund
Das M’era Luna findet jährlich am zweiten Augustwochenende auf dem Flugplatzgelände in Hildesheim statt. Es existierte zunächst parallel zum Zillo-Festival, das ursprünglich an diesem Ort stattfand, und trat ab 2000 dessen Nachfolge an, nachdem sich Zillo und die Veranstalter entschieden hatten, getrennte Wege zu gehen.
Der Name ist ein Fantasiename, der laut Veranstalter „rund“, „und auch ein wenig international“ klingen soll.
Veranstalter des Festivals ist die Firma FKP Scorpio Konzertproduktionen GmbH, Medienpartner ist das Musikmagazin Sonic Seducer. Der musikalische Schwerpunkt liegt auf Genres wie Elektro, Mittelalter-Rock, Metal, Alternative Rock, Synth Rock und Gothic.
An zwei Tagen finden auf zwei Bühnen Auftritte von rund 40 Bands statt. Bis 2019 gab es eine Open-Air-Bühne und eine Bühne im Hangar. Ab 2022 greift ein neues Bühnen-Konzept mit einer zweiten Freiluftbühne anstelle der Stage im Hangar.
Darüber hinaus gibt es in der Nacht ein Disko-Programm, einen Mittelaltermarkt, ein Workshop-Programm der 2017 eingeführten M'era Luna Academy und zahlreiche Verkaufsstände mit szeneaffinen Fashion- und Lifestyle-Artikeln. Seit 2011 finden im Rahmen des Festivals auch Lesungen statt. Das Campinggelände, welches auf beiden Seiten der Landebahn liegt, öffnet seine Pforten am Freitagvormittag- das offizielle Programm startet am Freitagabend und dauert bis Sonntagabend.

## Line-Up

### 2000–2004
- 2000: Das erste M’era Luna Festival fand am 12. und 13. August 2000 in Hildesheim statt. 
 Aenima, Anathema, And One, Anne Clark, Diary of Dreams, DKAY.com, Estampie, Evils Toy, Faith and the Muse, Fields of the Nephilim, Funker Vogt, Haggard, HIM, Illuminate, L’Âme Immortelle, Letzte Instanz, Lithium, Marc Almond, Merlons, Mila Mar, Near Dark, Oomph!, Phillip Boa & The Vodooclub, Project Pitchfork, Rosenfels, Stromkern, Suicide Commando, The 69 Eyes, The Cassandra Complex, The Godfathers, The House of Usher, The Mission, The Sisters of Mercy, Tiamat, Umbra et Imago, Unkown, Velvet Acid Christ, VNV Nation, Zeromancer
- 2001: Das M’era Luna Festival 2001 fand am 1. und 2. September statt. 
 Apoptygma Berzerk, Atrocity, Beborn Beton, Clan of Xymox, Covenant, De/Vision, Escape With Romeo, Gary Numan, Godhead, Goethes Erben, Icon of Coil, In Strict Confidence, Justin Sullivan, Lacuna Coil, L’Âme Immortelle, Letzte Instanz, Marilyn Manson, Melotron, Mesh, Obsc(y)re, Paradise Lost, Poems for Laila, S.P.O.C.K, Schock, Subway to Sally, Terminal Choice, The 69 Eyes, Phillip Boa (statt The Cult), The Inchtabokatables, Theatre of Tragedy, Wolfsheim, Zeromancer
- 2002: Das M’era Luna Festival 2002 fand am 10. und 11. August statt. 
 Angels & Agony, Assemblage 23, Ataraxia, Bloodflowerz, Blutengel, Care Company, Culture Kültur, Das Ich, Funker Vogt, HIM, Hocico, IKON, In Extremo, L’Âme Immortelle, London After Midnight, Nosferatu, Oomph!, Pzycho Bitch, Rosenfels, Schandmaul, Seabound, Soft Cell, Suicide Commando, Sulpher, The 69 Eyes, The Cascades, The Gathering, The Sisters of Mercy, Therion, VNV Nation, Welle: Erdball, Within Temptation, Zeraphine
- 2003: Das M’era Luna Festival 2003 fand am 9. und 10. August statt. 
 After Forever, Apocalyptica, Apoptygma Berzerk, Autumn, Blutengel, Camouflage, Chilburn, Colony 5, Deine Lakaien, Diary of Dreams, Dive, EverEve, Gothminister, Haujobb, Hekate, Illuminate, In Strict Confidence, Killing Joke, Lithium, Melotron, Mesh, Mila Mar, Ncor, Neuroticfish, Nightwish, Phillip Boa and the Voodooclub, Project Pitchfork, Placebo, Red Lorry Yellow Lorry, Qntal, Subway to Sally, SITD, The Breath of Life, Terminal Choice, Unheilig, The Crüxshadows, Within Temptation, Wayne Hussey, Zeraphine, Xandria
- 2004: Das M’era Luna Festival 2004 fand am 7. und 8. August statt. 
 Anne Clark, ASP, Blutengel, Chamber, Cold, Covenant, De/Vision, Decoded Feedback, Dulce Liquido, Elis, Epica, Exilia, Fiddler’s Green, Fixmer/McCarthy, Flowing Tears, Funker Vogt, Gothminister, Icon of Coil, In Extremo, In Strict Confidence, L’Âme Immortelle, Lacrimosa, Oomph!, Pink Turns Blue, Rotersand, Saltatio Mortis, Samsas Traum, Schandmaul, Soman, Suicide Commando, The Eternal Afflict, The Fair Sex, Faith and the Muse, The Mission, Therion, Tristania, Umbra et Imago, Warren Suicide, Welle: Erdball, Within Temptation, Wolfsheim

### 2005–2009
- 2005: Das M’era Luna Festival 2005 fand am 13. und 14. August statt. 
 Amduscia, Atrocity, Autumn, Cephalgy, Combichrist, Deine Lakaien, Diary of Dreams, Faun, Flesh Field, Gåte, Hocico, In mitri medusa inri, KiEw, Lacuna Coil, Leaves’ Eyes, Limbogott, Melotron, Negative, NFD, Osiris Taurus, Potentia Animi, Qntal, Schandmaul, Skinny Puppy, Staubkind, Subway to Sally, SITD, The 69 Eyes, The Birthday Massacre, The Crüxshadows, The Klinik, The Neon Judgement, The Sisters of Mercy, The Vision Bleak, Trisomie 21, VNV Nation, Zeraphine
- 2006: Das M’era Luna Festival 2006 fand am 12. und 13. August statt. 
 Apoptygma Berzerk, ASP, Bauhaus, Blutengel, Clan of Xymox, De/Vision, Deathstars, Die Krupps, Dope Stars Inc., Elane (statt Elis), Epica, Front Line Assembly, Funker Vogt, Girls Under Glass, Gothminister, In Extremo, In Strict Confidence, Letzte Instanz, Liv Kristine, Lluther, Mesh, Midnattsol, Ministry, Mona Mur feat. St. Claire, Nitzer Ebb, Northern Lite, Regicide, Rotersand, Samsas Traum, Solitary Experiments, Soman, Sono, Spetsnaz, Terminal Choice, The Birthday Massacre, The Gathering, Tristania, Unheilig, Within Temptation, XPQ-21
- 2007: Das M’era Luna Festival 2007 fand am 11. und 12. August statt. 
 32 Crash, And One, Angels & Agony, Animal Alpha, Anne Clark, Assemblage 23, Big Boy, PESTICIDE (statt Bloodpit), Client, Covenant, Cultus Ferox, Deine Lakaien und Die Neue Philharmonie Frankfurt, Diorama, Dir En Grey, Down Below, Emilie Autumn, Fair to Midland, IAMX, Implant, Jesus on Extasy, Krypteria, Lacrimas Profundere, Lola Angst, My Dying Bride, Necro Facility, Nosferatu, Pain, Proceed, Rabia Sorda, Schandmaul, Skinny Puppy, Suicide Commando, The 69 Eyes, The Crüxshadows, The Jesus and Mary Chain, The Lovecrave, Tool, Warren Suicide, Welle: Erdball
- 2008: Das M’era Luna Festival 2008 fand am 9. und 10. August statt. 
 Agonoize, Cinema Strange, Apoptygma Berzerk, ASP, Blitzkid, Combichrist, DAF, Delain, Eisbrecher, Elegant Machinery, Elis, End of Green, Epica, Frank the Baptist, Front 242, Hocico, Irfan, Mesh, Mono Inc., Moonspell, Ordo Rosarius Equilibrio, Painbastard, Rabenschrey, Saltatio Mortis, Samael, Tanzwut, The Legendary Pink Dots, The Other, The Vision Bleak, Unheilig, VNV Nation, New Model Army, Paradise Lost, Red Lorry Yellow Lorry, Fields of the Nephilim, Christian Death, Lacrimas Profundere, Klimt 1918, Din (A) Tod, Reflexion
- 2009: Das zehnte M’era Luna Festival fand 2009 am 8. und 9. August statt. 
 Alexander Veljanov, Apocalyptica, Ashbury Heights, Blutengel, Deathstars, De/Vision, Die Apokalyptischen Reiter, Faderhead (statt Die Form), Frozen Plasma, Grendel, Heimatærde, IAMX, Jesus on Extasy, Krypteria, L’Âme Immortelle, Leichtmatrose, Letzte Instanz, Lola Angst, Mina Harker, Nachtmahr, Nightwish, No More, Oomph!, Peter Heppner, Schelmish, Scream Silence, SITD, Spetsnaz, Star Industry, Subway to Sally, The Birthday Massacre, The Crüxshadows, The Prodigy, Tiamat, Tyske Ludder, Untoten, Whispers in the Shadow, Zeraphine, Zeromancer, Welle: Erdball

### 2010–2014
- 2010: Das M’era Luna Festival 2010 fand am 7. und 8. August statt. 
 Agonoize, Ambassador21, Amduscia, Angelspit, Brendan Perry, Celine and Nite Wreckage, Colony 5, Combichrist, Crematory, Das Ich, Editors, Eluveitie, Expatriate, Eyes Shut Tight, Faith and the Muse, Feindflug, Hanzel und Gretyl, Ignis Fatuu (statt Qntal), Illuminate, In Extremo, Lacrimas Profundere, Laibach, Leandra, Lord of the Lost, Nitzer Ebb, Placebo, Punish Yourself, Rabenschrey, Rotersand, Saltatio Mortis, Samsas Traum, Skinny Puppy, Sons of Seasons, Stolen Babies, The 69 Eyes, The Other, The Sisters of Mercy, Unheilig, Unzucht, Zeraphine
- 2011: Das M’era Luna Festival 2011 fand am 13. und 14. August statt.
 A Life Divided, Apocalyptica, ASP, Atari Teenage Riot, The Beauty of Gemina, Blind Passenger, Blitzmaschine, Blutengel, Coppelius, Coma Divine, End of Green, Equilibrium, Fetisch:Mensch, Formalin, Funker Vogt, Gothminister, Hurts, Julien-K, Klutæ, Leaves’ Eyes, Mesh, Mirrors, Mono Inc., The Mission Veo, My Dying Bride, Nachtmahr, Omnia, Ost+Front, Patrick Wolf, Pakt, Project Pitchfork, Qntal, Tanzwut, Teufel, Tiamat, Tying Tiffany, Tyske Ludder, VNV Nation, Winterspring, Within Temptation 
 Lesungen: Christian von Aster, Christoph Hardebusch, Markus Heitz.
- 2012: Das M’era Luna Festival 2012  fand am 11. und 12. August statt. 
 Absolute Body Control, Amduscia, The Beauty of Gemina, Combichrist, De/Vision, Diary of Dreams, Down Below, Eisbrecher, Eklipse, Faderhead, Faun, Fields of the Nephilim, Grüßaugust, Heimatærde, Hocico, In Extremo, In Strict Confidence, Invaders, Jäger 90, The Juggernauts, KMFDM, Lacrimas Profundere, Lahannya, Leæther Strip, Les Jupes, Letzte Instanz, New Model Army, Noisuf-X, Noyce, Officers, Placebo, Rabia Sorda, Roterfeld, Rotersand, Schandmaul, Subway to Sally, Suicide Commando, Symbiotic Systems, Welle: Erdball 
 Lesungen: Christian von Aster, Markus Heitz, Gesa Schwartz.
- 2013: Das M’era Luna Festival 2013 fand am 10. und 11. August statt. 
 Apoptygma Berzerk, ASP, Blutengel, Clan of Xymox, Coppelius, Cultus Ferox, Deine Lakaien, Desdemona, Diorama, Eden weint im Grab, Eisenfunk, End of Green, Front 242, Front Line Assembly, Gothminister, Haujobb, HIM, In the Nursery, Kirlian Camera, Lord of the Lost, Mesh, Molllust, Mono Inc., Nachtmahr, Nightwish, Ost+Front, Rêverie, Saltatio Mortis, Schwarzer Engel, Staubkind, Tanzwut, The 69 Eyes, The Arch, The Crüxshadows, The Klinik, Unzucht, Zeromancer (statt IAMX) 
 Lesungen: ASP & Kai Meyer, Christian von Aster, Markus Heitz, Boris Koch.
- 2014: Das M’era Luna Festival 2014 fand am 9. und 10. August statt. 
 Aeverium, Ambassador21, And One, ASPs Von Zaubererbrüdern, Bo Ningen, Chrom, Combichrist, Covenant, DAF, Darkhaus, Das Ich, De/Vision, Deine Lakaien, Die Krupps, Euzen, Faun, Feuerschwanz, Heimatærde, Henke, Hocico, Ignis Fatuu, In Extremo, Lacrimas Profundere, Leæther Strip, Letzte Instanz, Marilyn Manson, Meinhard, Microclocks, Neuroticfish, Paradise Lost, Rabia Sorda, Solar Fake, Solitary Experiments, Spetsnaz, Stahlmann, Subway to Sally, Sündenklang, The Beauty of Gemina, Within Temptation, [x]-Rx 
 Lesungen: Markus Heitz, Jörg Schneider, Christian von Aster.

### 2015–2019
- 2015: Das M’era Luna Festival 2015 fand am 8. und 9. August statt.
 Absolute Body Control, Aesthetic Perfection, Anne Clark, Apoptygma Berzerk, ASP, Assemblage 23, Blutengel, Coppelius, Deathstars, Dope Stars Inc., Einstürzende Neubauten, Elvellon, Frozen Plasma, In Strict Confidence, Joachim Witt, L’Âme Immortelle, Lord of the Lost, Melotron, Merciful Nuns, Mono Inc., Nachtgeschrei, Nachtmahr, Nightwish, Ost+Front, Philip Boa & The Voodooclub, Private Pact, Rob Zombie, Rotersand, Saltatio Mortis, Schwarzer Engel, Spielbann, Tanzwut, The Other, Tying Tiffany, Tyske Ludder, Unzucht, Versengold
 Lesungen: Markus Heitz, Kai Meyer, Christian von Aster, David Grashoff
 Der Auftritt von Suicide Commando musste kurzfristig abgesagt werden, stattdessen traten [x]-Rx auf.

- 2016: Das M’era Luna Festival 2016 fand am 13. und 14. August statt.
A Life Divided, Aeverium, Agent Side Grinder, Apocalyptica, Beborn Beton, Cassandra Complex, Centhron, Chrom, Combichrist, Diary of Dreams, Die Krupps, Diorama, Eisbrecher, Erdling, Essence of Mind, Faun, Gothminister, Hämatom, Heldmaschine, Hocico, IAMX, In Extremo, Lacrimas Profundere, Lacrimosa (für die kurzfristig abgesagten Fields of the Nephilim), Letzte Instanz, Me the Tiger, Noisuf-X, Oomph!, Rabia Sorda, Shaârghot, SITD, Stahlmann, S.P.O.C.K, Suicide Commando, The Lord of the Lost Ensemble, The Sisters of Mercy, Vlad in Tears, VNV Nation, Within Temptation, Zeromancer
 Lesungen: Markus Heitz, Luci van Org, Christian von Aster

- 2017: Das M’era Luna Festival 2017 fand am 12. und 13. August statt.
Accessory (für die kurzfristig ausgefallenen Dear Strange), Absurd Minds, Ambassador21, And One, Ashbury Heights, ASP, Blutengel, Circus of Fools, .com/kill, Covenant, DAF, Darkhaus, De/Vision, Eden weint im Grab, Faderhead, Feuerschwanz, Front Line Assembly, Haujobb, Johnny Deathshadow, KMFDM, Korn, Leæther Strip, Leichtmatrose, Megaherz, Mesh, Mono Inc., NamNamBulu, Ost+Front, Project Pitchfork, Schandmaul, Schwarzer Engel, She Past Away, Solar Fake, Subway to Sally, The Arch, The Crüxshadows, Tyske Ludder, Unzucht, Versengold, White Lies
 Lesungen: Markus Heitz, Alexander Wohnhaas, Christian von Aster

- 2018: Das M’era Luna Festival 2018 fand am 11. und 12. August statt.
Aesthetic Perfection, Apoptygma Berzerk, Atari Teenage Riot, Bannkreis, Cephalgy, Clan of Xymox, Das Ich, Die Kammer, Eisbrecher, Eisfabrik, Erdling, FabrikC, Front 242, Frozen Plasma, Heimatærde, Hocico, In Extremo, In Strict Confidence, L’Âme Immortelle, Lacrimas Profundere, London After Midnight, Lord of the Lost, Massive Ego, Merciful Nuns, Ministry, Nachtmahr, Peter Heppner, Rabia Sorda, Rotersand, Saltatio Mortis, Schattenmann, Tanzwut, The Prodigy, The 69 Eyes, Too dead to die, Torul, Welle: Erdball, Whispering Sons, Zeraphine
Lesungen: David Grashoff, Markus Heitz, Christian von Aster

- 2019: Das M’era Luna Festival 2019 fand am 10. und 11. August statt.
Agonoize, ASP, Assemblage 23, Centhron, Combichrist, Corvus Corax, de/Vision, Deathstars, Diary of Dreams, Die Krupps, Empathy Test, Ewigheim, Faelder, Fear of Domination, Fields of the Nephilim, Formalin, Funker Vogt, Heldmaschine, Joachim Witt, Lacrimosa, Melotron, Mono Inc., Neuroticfish, Null Positiv, Oomph!, Scarlet Dorn, SITD, Sono, Spetsnaz, Stahlmann, Subway to Sally, Suicide Commando, Sündenklang, Terrolokaust, Versengold, VNV Nation, Within Temptation, [x]-Rx, Yellow Lazarus, Zeromancer
Lesungen: Markus Heitz, Axel Hildebrand, Christian von Aster

### 2020–2024
- 2020: Das M’era Luna Festival 2020 sollte am 8. und 9. August stattfinden, wurde aber aufgrund der COVID-19-Pandemie abgesagt.[10]

- 2021: Das M’era Luna Festival 2021 sollte am 7. und 8. August stattfinden, wurde aber aufgrund der COVID-19-Pandemie abgesagt.[11]

- 2022: Das M’era Luna Festival 2022 fand am 6. und 7. August statt. Das Line-up entspricht grob dem geplanten Line-up von 2020.[12]
A Life Divided, Adam Is a Girl, Aeverium, Ambassador21, ASP ft. The Little Big Men, Blutengel, CHROM, Combichrist (für die kurzfristig ausgefallenen The Crüxshadows), Covenant, Diorama, Eisbrecher, Enemy Inside, Faderhead, Feuerschwanz, Front Line Assembly, Haujobb, Hell Boulevard, In Strict Confidence, Lacrimas Profundere (für die kurzfristig ausgefallenen Megaherz), Nachtmahr, Nitzer Ebb, Noisuf-X, Ost+Front, Oul, Priest (für die kurzfristig ausgefallenen The Cassandra Complex), Qntal, Rave the Reqviem, Rotersand, Schandmaul, Schattenmann, Solitary Experiments, Soman, The Beauty of Gemina, The Lord of the Lost Ensemble, The Mission, The Sisters of Mercy, Then Comes Silence, Tyske Ludder, Unzucht, VNV Nation Classical
Lesungen: Isa Theobald, Markus Heitz, Lydia Benecke.

- 2023: Das M’era Luna Festival 2023 fand am 12. und 13. August statt.
Absolute Body Control, Agonoize, Amduscia, Antiage, A Projection, Ashbury Heights, Blitz Union, De/Vision, Diary of Dreams, Dragol, Eisfabrik, Frozen Plasma, Girls Under Glass (für die ausgefallenen The Cassandra Complex), Gothminister, Heldmaschine, Hocico, In Extremo, Intent:Outtake, Joachim Witt, L’Âme Immortelle, Letzte Instanz, Manntra, Megaherz, Melotron, Mesh (für die kurzfristig ausgefallenen London After Midnight), Mono Inc. (für die ausgefallenen Fields of the Nephilim), Neuroticfish, Peter Heppner, Project Pitchfork, Rabia Sorda, Rave The Reqviem, She Hates Emotions, Solar Fake, Subway to Sally, Tanzwut, The 69 Eyes, Versus Goliath, VV (Ville Valo), Wisborg, Within Temptation[13]

- 2024: Das M’era Luna Festival 2024 fand am 10. und 11. August statt.
ASP, Assemblage 23, Centhron, Combichrist, dArtagnan, Das Ich, Deathstars, Deine Lakaien, Die Herren Wesselsky, Die Krupps, Eden weint im Grab, Epica, Erdling, Extize, Front 242, Funker Vogt (Aufgrund technischer Probleme nicht aufgetreten), Future lied to us, Hämatom, Hell Boulevard, JanRevolution, Lacrimas Profundere, London After Midnight, Lord of the Lost, Oomph!, Re.Mind, RROYCE, Saltatio Mortis, Schandmaul, Schwarzer Engel, She Past Away, SITD, S.P.O.C.K, Stahlmann, Steril, Suicide Commando, The Cassandra Complex, Universum 25 (Aufgrund von logistischen Problemen abgesagt), VNV Nation, Welle: Erdball, [x]-Rx, Zeraphine
Lesungen: Markus Heitz, Lydia Benecke, Christian von Aster[14]

### Ab 2025
- 2025: Das M’era Luna Festival 2025 fand vom 8. bis 10. August statt. Erstmals gab es zum 25-jährigen Jubiläum bereits am Freitagabend ein Live-Programm auf der Main Stage.[15]
Ambassador21, And One, Apocalyptica, Beyond Border, Blutengel, Chris Harms, CHROM, Coppelius, Corlyx, Corvus Corax, Covenant, De/Vision, Eisbrecher, Faderhead, Faun, Funker Vogt, Heilung, Heimatærde, In Strict Confidence, Lacuna Coil, Leæther Strip, Lord of the Lost, Manntra, Massive Ego, Noisuf-X, Null Positiv, Ost+Front, Peter Murphy, Rotersand, Samsas Traum, Schattenmann, Sierra Veins, Solar Fake, Stimmgewalt, Subway to Sally, Tanzwut, Torul, Universum25, Vanguard, Versengold[16]
 Lesungen: Christian von Aster, Dirk Bernemann, Markus Heitz[17]

- 2026: Das M’era Luna Festival 2026 soll vom 8. bis 9. August stattfinden.
Bislang angekündigte Acts: Aesthetic Perfection, Agonoize, Combichrist, Floor Jansen, Front Line Assembly, IAMX, In Extremo, KMFDM, L'Âme Immortelle, Megaherz,  Nachtmahr, OMD, Within Temptation[18]